# Попово
Вижте пояснителната страница за други значения на Попово.
По̀пово е град в Североизточна България. Намира се в област Търговище и е втори по големина в областта след Търговище. Градът е административен център на община Попово.
По данни на ГРАО към 15 март 2024 г. в града живеят 14 940 души по настоящ адрес и 16 853 души по постоянен адрес.

## География

### Географско разположение
Градът е разположен амфитеатрално по дължината на река Поповски Лом, (наричана още Калакоч дере), върху двата срещуположни хълма и в самата долина. В близкото минало, преди извършването на корекциите на трасето на железопътната линия София-Варна, тя преминава непосредствено в покрайнините на града. Попово граничи със землищата на селата Гагово, Зараево, Кардам, Медовина и Паламарца.
Северната част от града е построена върху дебели пластове от чакъл и пясък, а надълбоко в почвата се намират животински останки от терциера.
В по-далечното минало градът се е делял на няколко махали, границите на които днес са напълно размити: Бакал Николовите, Балканджийската махала, Горната махала, Гьочоолу малеси, Долната махала, Каракачан малеси, Портакал малеси, Събкоолу малеси, Чаршията и Черкезката махала.
В близост до града, край селата Ковачевец и Паламарца, се намира най-високото място в Поповско, връх Калакоч (485 метра), който е и третата по височина точка в Дунавската равнина.

### Транспортни връзки
Попово има благоприятно географско разположение спрямо главните транспортни коридори на страната. Намира в средата на един триъгълник, затворен от първокласните пътища 5 (Европейски път E85, Велико Търново – Русе), 2 (Европейски път E70, Варна – Шумен – Русе) и 4 (Европейски път E772, Велико Търново – Търговище – Шумен – Варна). Най-близката държавна граница до града е северната, на 77 километра, при град Русе.
Южно от града, между Попово и квартал Сеячи, преминава железопътната линия София – Варна. Железопътна гара Попово се обслужва от всички влакове.
Попово е център на автобусни линии, които го свързват както с повечето села в общината, така и с близките градове. Превозването на пътниците до близките населени места се извършва основно от бившата общинска транспортна фирма и от по-малки частни превозвачи. Местната автогара се намира в централната част на града и осигурява транспорт както до малките населени места на общината, така и до градовете Търговище (36 km), Велико Търново (75 km), Русе (75 km), Разград (35 km), Опака (15 km), Габрово (115 km), Варна (175 km), София (300 km) и други.

### Природни условия
Климатът на територията на община Попово е умереноконтинентален. Зимата е студена. Силните снежни бури през зимата предизвикват навявания от сняг. Пролетта настъпва около средата на месец март, когато се установява устойчиво задържане на температурата на въздуха над 5 градуса. През пролетта от югозапад и запад нахлуват влажни въздушни маси. Въпреки сравнително голямата надморска височина и близостта на Стара планина, лятото е горещо и обикновено сухо. Тогава до града достигат тропични въздушни маси.
Средната максимална температура през месеците юли и август е съответно 28,8 и 28,6 градуса. При интензивни затопления абсолютните температури достигат до 41 – 42 градуса. Валежите като цяло са недостатъчни. Максимумът им е в началото на лятото. През месеците юли, август, а понякога и септември се наблюдава и засушаване. Преобладаващи в района са западните ветрове, като в около 50 % от дните на годината времето е тихо.

## Население
Преди Освобождението преобладаващото население в селцето е било турско, като за кратко време в селото са живели татари (заселени през 1859 година) и черкези (заселени през 1864 г.). След руско-турската война от 1828 – 1829 г. започва трайното заселване на балканджиите и през 1898 г. българското население вече силно преобладава над турското, голяма част от което се изселва още през 1882 г. Според условията и критериите на последното преброяване на населението и жилищния фонд към 1 февруари 2011 г. в Попово живеят 15648 жители, от които 7551 са мъже, а 8097 жени.
И до днес силно преобладаващо в града е българското население, като в Попово живеят също турци, дошли главно от близките села и роми, по-голямата част от които живеят в свой обособен квартал (т. нар. „Ромска махала“).
| Година:                                                                                             | 1880 | 1887 | 1892 | 1900 | 1905 | 1910 | 1926 | 1934 | 1946 | 1956  | 1965 * | 1975  | 1982  | 1985  | 1992  | 2001  | 2011  | 2021  |
| Брой жители:                                                                                        | 1148 | 1241 | 1461 | 2103 | 2513 | 2974 | 4866 | 5225 | 6525 | 10597 | 16497  | 19420 | 23000 | 21248 | 19995 | 18067 | 15688 | 13076 |
| * Забележка: След 1965 г. към жителите на Попово се броят и тези от новите квартали Невски и Сеячи. |      |      |      |      |      |      |      |      |      |       |        |       |       |       |       |       |       |       |

### Религии
Градът е преобладаващо християнски, а повечето от околните села – с компактно мюсюлманско население (турци, българи мюсюлмани) и ромски общности, изповядващи както исляма, така и християнството.
В Попово функционират два православни християнски храма: завършената през 1863 г. възрожденска църква „Свети Архангел Михаил“, известна още и като „старата църква“, и църквата „Успение на Пресвета Богородица“ със стенописи от проф. Никола Маринов, проф. Никола Ганушев и Цанко Василев, започната през 1908 г. и завършена след прекъсвания на строителните работи през 1931 г. Малко преди Коледа на 2007 г. приключи реставрирането и опресняването на стенописите в църковния храм от екипа на реставратора Лука Делийски, а на 9 март 2008 г. храмът наново бе осветен от русенския митрополит Неофит.
В двора на старата църква, освен паметниците на местни свещеници, са запазени и надгробни паметници на загинали руски войници и офицери в сраженията при село Светлен по време на Руско-турската война (1877 – 1878).
В Градската градина се намира също и един малък действащ православен параклис „Рождество на Пресвета Богородица“, построен през 1908 г. и реставриран с дарения на поповските граждани през 1990-те. Изографисан е от Митко Игнатов, а олтарът му е изработен от Валери Стефанов.
За пръв път в историята на града на 29 юни 2013 г. е отслужена Тържествена света литургия лично от патриарха на България в храма „Свето Успение Богородично“ – патриарх Неофит, при неговото посещение в Попово.
В Ромската махала функционира преустроена в джамия къща, а за нуждите на мюсюлманите в Попово се използва и сградата на бившия „Дом на учителя“ (някогашното турско училище), намираща се до Летния театър.

## История

### Праистория, античност и средновековие
В Поповското землище се намират три праисторически селищни могили от каменно-медната епоха – една северозападно от града и по една в кварталите Невски и Сеячи, както и девет тракийски надгробни могили от римската епоха. Надгробните могили са разпределени в два могилни некропола, но повечето от тях са вече унищожени от иманярски разкопки. Върху селищните могили в миналото са откривани и следи от антични и средновековни градежи. Югоизточно от бившия свинекомплекс на града се намира и най-голямото антично селище от римската епоха в поповското землище. Западно от Попово, под вилната зона, в миналото са били откривани и останки от малко средновековно селище от Първото българско царство.

### До Освобождението
Данъчен османо-турски документ от 1524 г., касаещ днешното селище Попово, гласи: „...Село Евренос, с друго име Кулфал факъх, а също Поп Алагьоз...“ За втори път името на селището се споменава и в тимарски османски регистър от 1555 г. отново като село Поп Алагьоз (пъстроокият поп), Кулфал Факъх или Евренос, по името на най-големия земевладелец с вакъфи в района – Евренос бей. Тогава селцето е било част от Никополски санджак, като селище от Разградската кааза. В турски данъчен регистър от 1573 г. като име на селището се сочи само Поп Алагьоз и това име се налага за продължителен период от време. По-късно е известно и под името Попкьой („Попово село“), като за основаването му от един свещеник и до днес е запазена интересна легенда, разказвана основно през 19 и 20 век. Селището е известно и като Кара Лом (Черен Лом).
Непосредствено до Освобождението село Попкьой е част от нахия Кара Лом, Разградска кааза, Русчушки санджак, Дунавски вилает, а след това попада първоначално в Русенска губерния, Разградски окръг.

### След Освобождението
По време на Освободителната война, 1877 – 1878 г. за пръв път руски войски влизат в Попово на 16 юли 1877 г., а окончателното освобождение на селището, заедно с околните села се извършва на 15 януари 1878 г. (27 януари нов стил) от Русчушкия (Източния) отряд на руската армия.
След Освобождението селището изпреварва икономически останалите околни населени места, главно благодарение на предприемчивия дух на новите заселници – балканджии, дошли основно от Габровско, Търновско, Еленско, Дряновско, Тревненско и Горнооряховско, които заменят изселващото се турско население. Макар и по-малко на брой, преселници идват и от Разградско, Шуменско, Сливенско и Ловешко. Поради географските си дадености и наличието на предприемчиви и напредничави за времето си жители, през 1880 г. село Попово е обявено за околийски център на Поповска околия, включваща първоначално 48 прилежащи селища, а на 10 юни 1883 г. с княжески указ Попово е обявено за градец (градче).
Най-голям икономически подем в градчето настъпва след прокарването на железопътната линия София-Варна, минала в непосредствена близост до Попово благодарение на силния натиск на местната общественост върху правителството и откриването на поповската жп гара през 1899 година, което превръща градчето в първостепенен земеделски, търговски, а по-късно и икономически център за района. През 1920-те и 1930-те години градът започва да се превръща и в много добре развит икономически център с маслобойна – собственост на братя Доневи, действаща и сега като търговско дружество под името и марката „Роса“, значим доставчик на олио в страната; две тухларни, прераснали в керамичната фабрика на братя Иванови. Предприятието продължава да функционира и до днес след неговата успешна приватизация под името „Родна индустрия – Попово“ ООД; много модерна за времето си мелница, изградена от Иван Колчев, която работи и до днес; плетачна фабрика на братя Славови; бояджийска фабрика; печатница с издателство и книговезница „Просвета“ на Иван Ст. Калчев с машини, специално доставени от Германия, закрита през 1980-те години. Имало е и малка фабрика за производство на безалкохолни напитки, основана в началото на 20 век; тютюнева фабрика „Фар“ станала собственост на картел Градеви – Дякови и много други по-малки предприятия от леката промишленост. През 1904 г. е основана Българска земеделска кредитна банка, а функциониращата и до днес Популярна банка – Попово е основана на 9 юни 1919 г. Електрификацията на града започва през 1926 г., като на 19 декември същата година светва и първата улична електрическа лампа.
Попово е бил и център на най-големия пазар на живи животни в Североизточна България. След 1947 г. почти всички по-големи и важни промишлени мощности са пренесени в град Търговище, за да дадат начало на промишлеността и там.

### Между 1944 и 1989 година
След Деветосептемврийския преврат през 1944 г. и окрупняването и национализацията на частните промишлени мощности, постепенно се създават множество заводи, работещи до 1990-те: заводите „Спорт“, „Ален мак“, ремонтен завод, завод „Възход“, керамична фабрика, винзавод, хлебозавод и др. През 1960-те започват да функционират ПК „Петър Лазаров“ (в сферата на услугите), „Сортови семена“, „Пътно управление“, млекоцентрала „Сердика“, а през 1970-те – завод „Родина“, завод „Хлебна промишленост“, фабрика „Искра“, завод „Чавдар“ и други. През 1980-те са създадени ПЖК „Родопа“, сепараторен цех (прераснал в завод), електроапаратурен завод и други.
Най-силен стимул в развитието си местната промишленост получава по линия на интегрирането на промишлеността на социалистическите държави в СИВ и по линия на оръжейната промишленост на тези държави. Повечето от поповските предприятия строят дъщерни цехове и в близките села, с което осигуряват постоянни доходи и на селското население в района. За нуждите на работещите в тази огромна за размерите на град Попово промишлена зона през 1971 г. започва изграждането на нов квартал (ЖК „Запад“ или „Русаля“), застроен изцяло с многоетажни блокове, където живеят новите работници, придошли главно от близките села. През същата 1971 г. към град Попово са присъединени две от най-близките села – Невски и Сеячи, и са превърнати в негови квартали, с което се оформя днешният териториален облик на селището.
До 1990 г. предприятията на Попово страдат от постоянен недостиг на работна ръка и това води до неколкократното увеличаване на неговото население, главно за сметка на миграцията от селата към града. През зимата на 1986 г., след серия силни земни трусове, започнали на 7 декември, с епицентър при с. Асеново, Стражишко, се налага да бъде отремонтирана или укрепена по-голямата част от обществените сгради и заводската инфраструктура. Немалка част от жилищата на Попово, особено разположените в северната и южната част на града умишлено са разрушени поради опасност от събаряне и построени отново.

### След 1989 година
След разпадането на икономическия и военния съюз на социалистическите държави (СИВ и Варшавския договор), колапса в търговията с изпадналия в дълбока криза вече бивш СССР и бързата и невинаги успешна приватизация на държавните предприятия в града, започва постепенното закриване на по-голямата част от местните заводи.
Малко по-късно са закрити или изпадат в тежка и продължителна криза и заводите, свързани с военната промишленост, които се намират се на територията на града и на общината.
Липсата на възможност за препитание на работоспособното население първоначално довежда до много висока безработица, а вследствие на това и до бързото намаляване на самото население на града, поради миграцията му към големите градове и промишлени центрове на България, а също и извън страната.
На свой ред, на мястото на мигриралите поповчани, постепенно започва да се заселва население, идващо основно от селата на общината.
Населението на Попово се препитава главно със земеделие и преработка на земеделски продукти, в държавните и общински служби и фирми, както и в няколкото частни шивашки и индустриални предприятия. Финансово-икономическата криза, започнала през 1996 г., нанася допълнителен удар върху икономиката на града. През последните няколко години се правят опити за развитие и на туризма, използвайки благоприятното разположение на града спрямо другите по-големи населени места, природните дадености на района и културното му богатство.
По различни проекти, спечелени основно от Общината и от някои местни граждански организации, се извършват ремонти на централната част на града, някои квартали, улици, водопроводи, канализация и благоустройството му като цяло. През 2009 – 2010 година Попово се сдобива и със собствена пречиствателна станция за отпадните води, а общинските училища, детските градини и сградите на културните институции са обновени или основно ремонтирани, за да отговорят на съвременните изисквания. През пролетта на 2011 г., основно с европейски средства, започва мащабен ремонт и подмяна на общинската инфраструктура на кварталите „Русаля“ и т. нар. „Ливади“ (улици, тротоари, паркове, водопроводи и канализация), целящи да ги превърнат в модерни и удобни места за живеене. В центъра на града по булевард „България“ през същата година започва изграждането на нов участък от предвидената по градоустройствен план пешеходна зона.
Постепенно, макар и бавно и много трудно започва съживяването на града в условията на един основен и все още нерешен проблем – липсата на достатъчно и добре заплатена работа.

## Политика
По традиция в Попово още преди 9 септември 1944 г. комунистическата, респективно работническата партия е имала голяма сила, заради многото заети в промишлеността на града работници и нерешените им проблеми.
Първата жена в България с изпълнена смъртна присъда за забранена политическа (комунистическа) дейност е поповчанката Мара Тасева (секретар на Околийския комитет на БРП в Попово), обесена на 14 август 1942 г. в Шуменския затвор. На свой ред новата власт чрез поповския състав на Народния съд произнася на 22 март 1945 г. 14 смъртни присъди над свои политически противници, изпълнени още същата нощ.
Първите демократични избори след 1989 г. за Велико народно събрание през 1990 г. са спечелени от преименувалата се БСП.
От 1991 година за кмет на община Попово многократно е избиран Людмил Веселинов. Първоначално кандидат на БСП, след разрив с местната партийна организация от 2003 година той се кандидатира самостоятелно или от името на различни местни коалиции – независим през 2003 година, на коалиция „Заедно“ (Федерация „Активно гражданско общество“ и Граждански съюз за нова България) през 2007 година, на коалиция „Заедно“ (Обединен блок на труда и Обединена социалдемокрация) през 2011 и 2015 година. На изборите през 2015 година „Заедно“ и ГЕРБ получават по 7 общински съветници, следвани от Движението за права и свободи (ДПС, 5 съветници), БСП (3 съветници), Алтернатива за българско възраждане (АБВ, 3 съветници), Ред, законност и справедливост (2 съветници) и Коалиция „Европейско развитие на Попово“ (2 съветници).
На изборите за Европейски парламент и на парламентарните избори на Република България през 2009 г. като водеща политическа сила в града се изявява политическа партия „ГЕРБ“. На парламентарните избори през 2017 година най-много гласове в самия град получават БСП (35,3%), ГЕРБ (29,0%), Обединени патриоти (12,8%), ДПС (6,3%), „Воля“ (5,7%), АБВ – „Движение 21“ (4,4%).
На парламентарните избори през октомври 2024 година в града са подадени 3550 действителни гласа, главно за ГЕРБ – СДС (22,1%), „БСП – Обединена левица“ (19,2%), „Възраждане“ (15,6%), ПП-ДБ (8,5%), „Има такъв народ“ (8,0%), „ДПС – Ново начало“ (7,2%), АПС (6,3%), „Величие“ (5,5%) и МЕЧ (4,8%).

## Обществени и културно-образователни институции и обекти

### Болници
Днес в Попово функционира „Многопрофилна болница за активно лечение – Попово“ ЕООД, която има почти 100-годишна история.
На 30 януари 1908 г. с царски указ на Фердинанд I е утвърден „Закон за одобрение на правата на здания по санитарните нужди на страната“. В този Указ е предвидено построяването на болница в град Попово. Тя започва да функционира в собствена сграда през 1912 г. в северозападната част на града като Третостепенна държавна болница. Първоначално има капацитет от 20 легла. „МБАЛ-Попово“ ЕООД се намира в югозападния край на града и разполага със 110 легла, разпределени в шест стационарни отделения:
- Терапевтично;
- Неврологично;
- Хирургично (закрито);
- Детско;
- Акушеро-гинекологично (закрито);
- Отделение по анестезиология и интензивно лечение;

Диагностично-консултативният ѝ блок се състои от:
- Приемно-консултативно отделение;
- Статистика;
- Клинична лаборатория;
- Отделение по образна диагностика с кабинети по ултразвукова диагностика, по рентгенова диагностика и по компютърна томография;

През пролетта и лятото на 2011 г. се извършва основен ремонт на сградата на болницата, включващ подмяна на дограмата, външна термоизолация и подмяна на системата за отопление с по-икономична.

### Училища
В града функционират шест детски градини, три основни училища, три гимназии и едно специализирано училище:
- ОУ „Никола Й. Вапцаров“ с директор Румен Рачев (ул. „Панайот Волов“ № 8);
- ОУ „Св. Климент Охридски“ с директор Кармелина Колева (ул. „Райна Княгиня“ № 4)
- ОУ „Любен Каравелов“ с директор Марина Димитрова (ул. „Цар Освободител“ № 17);
- Гимназия „Христо Ботев“ с директор Атанас Атанасов (ул. „6-и септември“ № 8-а);
- Професионална гимназия по селско стопанство „Никола Пушкаров“ с директор Теменуга Тодорова (ул. „Раковска“ № 1);
- Професионална гимназия по техника и лека промишленост с директор в.и.д. Красимир Масълски (ул. „Аспарух“ № 1);

### Народни читалища
На територията на община Попово извършват дейност 33 народни читалища, които съхраняват, развиват, популяризират и осъществяват културна дейност и насърчават художественото творчество. Към всички читалища има библиотеки с читални, като най-голямата от тях е в Народно читалище „Св. св. Кирил и Методий – 1881“ – Попово, която изпълнява и методически функции.
Поповското народно читалище „Св. св. Кирил и Методий – 1881“ датира от 1891 г. Към него функционират: музикална школа (с преподаване на акордеон, синтезатор, пиано, народни инструменти и китара); детска вокална група; състав за мажоретни и съвременни танци; кръжок по изобразително изкуство; вокална група; етноработилница; киноклуб „Иван Братанов“ и театрален кръжок.
От началото на лятото на 2009 г., по спечелен от община Попово проект, в сградата на Читалището започва основен ремонт и преустройство, който завършва през есента на 2010 г.

### Културно-образователни центрове
Общинският дом на културата в Попово осъществява богата и разнообразна културна дейност на територията на цялата община. Многобройни са изявите на художествените колективи към Дома (фолклорен танцов състав „Веселяче“, танцов състав „Северняци“, танцова Формация „Чар“, Студио за класически и съвременни танци, певческо вокално трио „Агра“, вокална певческа група „Антола“, кръжок по художествено слово и детска певческа група). Художествени колективи за автентични песни и обичаи има към селата Садина, Светлен, Славяново, Кардам и др.
До есента на 2008 г. в Попово съществуваше и Общинският детски комплекс (ОДК) като извънучилищно педагогическо учреждение. В него се обучаваха деца от 6 до 18-годишна възраст в различни кръжоци и спортове: художествено-творчески, научно-познавателни и спортно-туристически. Към него бяха включени и децата от представителния танцов ансамбъл „Северняче“. Комплексът се помещаваше в старата сграда на бившето начално училище „Св. св. Кирил и Методий“.
В Попово функционира и частната картинна галерия „Арт-ТТ“, която самостоятелно или съвместно с Общината организира изложби на местни и чужди творци.

### Театри
Първата пиеса, изиграна след Освобождението, в Попово е „Стоян Войвода“, подготвена от читалищната театрална трупа през 1882 г. Дълги години поповското читалище се грижи за театралното дело в града. В края на 1945 г. се създава Читалищен народен театър с артисти-самодейци, претърпял много промени във времето. В неговите постановки са играли популярните български актьори Иван Братанов, Илия Пенев, Яким Михов и Милко Никодимов. В края на 1980-те местното театрално дело запада. Днес най-често в града гостуват театри от Габрово, Велико Търново, Шумен, Търговище, Русе и София, които изнасят своите представления в изцяло обновените през 2010 г. зали на Читалището и Дом на културата.
Летният театър на Попово е едно уникално за региона амфитеатрално съоръжение, изградено върху мочурливо място, което е било превърнато в миналото в сметище за централната част на града. Съоръжението е открито официално на 7 май 1966 г., съчетаващо в себе си киносалон под открито небе, театрална сцена за публични изяви и концерти с гримьорни и съблекални и миниигрище за футбол на малки вратички. Неизползван и почти изоставен без поддръжка, Летният театър се връща към нов живот след отдаването му през 1991 г. на концесия на частен предприемач от града и след основния ремонт, извършен през 2006 и 2007 г. Възстановени са сцената, местата за зрителите, отводняването на прилежащия терен, заведението към комплекса и други.

### Исторически музей
Създаден като музейна сбирка към читалището в града през 1957 г., през 1991 г. получава статут на исторически музей. Днешната му експозиция е открита на 2 март 1995 г. Към музея днес функционират отдели: „Археология“, „Етнология“ (етнография), „Нова и най-нова история“ и „Художествен“. Съхранява паметници на културата от района, сред които праисторическа култова пластика, римска бронзова пластика, мраморни оброчни релефи, впечатляваща колекция от възрожденски икони, предмети на стария градски бит, както и предмети, свързани със стопанския, политическия, просветен и културен живот в града и творби на изявени български художници. Фондът на музея съхранява общо около 30 000 музейни единици, а в експозицията му днес са включени близо 2500 най-разнообразни предмета.
В отделна сграда (къщата на Мара Тасева) е уредена етнографска експозиция „Бит и култура на градското население от края на 19-о и началото на 20-о столетие“, а малки музейни и етнографски сбирки съществуват към читалищата и частни домове на територията на общината в селата Садина, Светлен, Паламарца и др.
През есента на 2009 г. на втория етаж на обновеното бивше общинско „Доходно здание“ (или старата община), в централната част на града отвори врати и художествена галерия „Кирил Майски“. С решение на ОбС-Попово, галерията днес носи името на известния художник-поповчанин, почетен гражданин на Попово и голям дарител на картини, живеещ в град София. Стопанисва се от ИМ-Попово.
Музеят организира периодично научни конференции, повечето доклади от които са събрани в сборници, посветени на миналото на Поповския край. Първоначално поредицата сборници носи името „Попово в миналото“, а от есента на 2009 г. е преименувана на „Попово – минало и бъдеще“.

### Градската градина на Попово
Идеята за създаването на градска градина в Попово се ражда в началото на 20 век: на 10 октомври 1902 г. от членовете на новосъздаденото поповско туристическо дружество „Сакар тепе“, които обаче не успяват да я реализират. Инициативата е подета от колоездачното дружество, което на 28 юли 1907 г. получава от Общинския съвет 4 декара общинска мера в местността Дьоллюк, в югоизточната част на града, до жп линията за изграждане на колодрум, с който се поставя и началото на самата градина.
В по-ново време градината е разширена на изток и север почти до язовир „Каваците“. Около нейните алеи днес се срещат редица видове широколистни и иглолистни дървета (ясен, явор, чинар, топола, черен бор, бял бор, веймутов бор, хималайски бор, смърч, ела и др.). В градината има детска площадка с люлки и пързалки, две чешми, шадраванче, малко лятно кафе, а от лятото на 2007 г. и модерен комплекс с обновен открит плувен басейн, бар-ресторант и лятна дискотека.

### Руският паметник
Руският паметник е разположен северно в покрайнините на града. Над него са погребани в братска могила руските войници, загинали в тежките и кръвопролитни сражения при село Светлен през лятото на 1877 г. Първоначално в същата местност е имало два или три паметника, изработени от камък. С течение на времето неподдържаните паметници започват да се рушат и почти се обезличават.
През 1930-те години ученици от Поповската гимназия с помощта на градската община подновяват единия от двата паметника. Засаждат хвойни и липи и го ограждат. Вторият постепенно се разрушава и мястото му, където точно се е намирал потъва в забвение.
Запазеният и ремонтиран през 1993 г. паметник с каменен постамент и чугунен пилон има надпис: „Тук са погребани руски войни, убити в Руско-турската освободителна война 1877 – 1878 г.“ Старият текст преди ремонта е гласял: „В памет на падналите руски братя в боевете край Попово през Освободителната война 1877 – 1878 г.“
За честването на 100-годишнината от Руско-турската война около Руския паметник е изграден мемориален комплекс с подходи, стълбища, площадки, места за отдих и много дървета и храсти. Комплексът сега не е в добро състояние, но по стара традиция от това място с тържествена литургия и поднасяне на венци започват мероприятията посветени на Освобождението в града.
През 1956 г. монументът е обявен за паметник на културата.

## Редовни събития
- Официален празник на Попово е 10 юни. Обявен е за Празник на Попово на 29 декември 1998 г. На тази дата през 1883 г. с княжески Указ № 426 по предложение на управляващия Министерството на вътрешните дела селото Попово се преименува в „градец Попово“. На този ден се провежда и тържествената сесия на общинския съвет, на която се определят и награждават заслужилите и почетните граждани на Попово.
- Пазарен ден (или „малкия околийски празник“, както го наричат местните) за поповска община и за град Попово е петък. Символичен ден за града, в който по стара традиция голяма част от селското население посещава Попово за пазар и развлечение.
- Кинофестивал за операторско майсторство „Златното око“ провежда се в памет на родения в Попово кинооператор Димо Коларов на всеки две години през месец май.
- Национален фестивал на алтернативното кино „Мини филм – Попово“ се провежда през месец май, през една година, обикновено нечетна, като е предназначен за всички любители на камерата, като цели да представи най-интересната продукция, създадена от непрофесионални киноклубове и кинолюбители на определена тематика.
- Фестивал за стари градски и шлагерни песни „Спомени в песни“ – провежда се всяка година през месец май с участие на певци и групи от Североизточна България.
- „Попово в миналото“ – научни конференции, посветени на миналото на Поповския край, организирани от градския исторически музей, обикновено веднъж на четири или пет години с участници от цялата страна. През есента на 2009 г. започна нов цикъл от научни конференции под наслов „Попово – минало и бъдеще“.
- Поповски русалски панаир – един от най-известните панаири в Североизточна България, добил отново тази своя популярност след 1989 г. Провежда се и до днес всяка година, като продължава една седмица. Съпътстван е с множество изяви и културни прояви и огромен брой най-различни сергии и панаирни атракции. Провежда се през „Русалийската неделя“ (седмица), започваща с празника на Свети Дух – първият понеделник след Петдесетница (50 дни след Великден). Началото на панаира е поставено в първото десетилетие на 20 век с освещаването на един извор, смятан за лековит, намиращ се на територията на днешната Градска градина. Това е едно от трите събития, заедно с Коледа и Великден, събиращо разпръсналите се в България и по света поповчани отново в техния роден град.
- „По стъпките на четата на Таньо Войвода“ – тържества, провеждани всяка година на 1 и 2 юни, посветени на геройския път на четата на Таньо Стоянов, съвпадащи с финала на този поход на Керчан баир до село Априлово.
- Срещи на ветераните от войните – организират се периодично, през няколко месеца и се ръководят от служител на общинската администрация на Попово.
- Йордановден – на 6 януари 2009 г. бе възстановена традицията на ритуала „хвърляне на кръста“ в езерото, намиращо се в двора на пожарната.

## Личности
Многобройни са деятелите на науката, изкуството и културата, родени в Попово. Повечето от тези хора са напуснали града в стремежа си да се изучат или реализират в различни сфери или професии, за които малките градове не предлагат практикуване или развитие.
За пръв път званието почетен гражданин за приноси в развитието на Попово като град е присъдено през 1926 г. Негов носител става българският политик и държавник Михаил Маджаров, бивш министър на обществените сгради, пътищата и съобщенията. Наградата на признателните поповчани той получава за съдействието си, което им оказва при уреждането железопътната линия София-Варна да премине в непосредствена близост до Попово и за създаването на гара Попово.

## Други
На Попово е наречена улица в квартал „Лозенец“ в София (Карта).

### Градове с подписано споразумение за международно сътрудничество и установени тесни контакти
Попово е в тесни отношения със следните градове от други държави:
- Зарайск, Руска федерация – от 1994 г.,
- Къмпулунг, Република Румъния,
- Воложин, Република Беларус – от 2002 г.,
- Неготино, Северна Македония – от 2003 г.,
- Макаров, Република Украйна – от 2006 г.,
- Арзамас, Руска Федерация,
- Джан дзън, Китайска Народна Република
- Скала, Република Гърция – от 2009 г.,
- Тшебница, Република Полша – от 2011 г.,

### Градове с установен културен обмен
- Люлебургаз, Република Турция
- Тръстеник, Република Сърбия
- Ниш, Република Сърбия
- Поляница-Здруй, Република Полша
- Сеути, Кралство Испания

### Медии
През 1900 г. в града излиза от печат първият вестник, „Народно събуждане“. Днес покритие на Попово и региона имат следните медии:
- „Местен вестник“. Отпечатва се един път седмично, като се разпространява всеки петък. Наследник на вече несъществуващия „Поповски вестник“, с новини за събитията от региона, забавна страница и исторически четива за Попово и прилежащите му населени места. Може да се прочете или изтегли през официалната страница на община Попово, където се намират почти всички негови излезли броеве в PDF формат;
- Радио „Антола“ – ефирно FM радио, излъчващо на 89,5 MHz;
- Кабелна телевизия „Попово Кабел“, излъчваща един път седмично и телевизионно предаване с местни новини и събития, подготвяни от служители на община Попово;
- „Радиовъзел Попово“ – кабелно радио („радиоточка“), излъчващо всекидневно половинчасово предаване за града и общината;

### Спорт
- Футболният отбор на града се нарича „ФК Черноломец“. Звездният миг на отбора е 6 май 1946 г., когато играе на финала на първия национален турнир за купата на Съветската армия в София срещу „Левски“, но губи срещата с резултат 4:1.
- Волейболният отбор за мъже на града се нарича ВК „Попово 09“ (наследник на ВК „Попово“) и успешно се състезава в северната „А“ елитна волейболна група. През 1998 г. е създаден ВК „Черноломец – Попово 98“, в който тренират деца – момчета и момичета.
- Отборът по тенис на маса за мъже на града се нарича „Роса 1“ (СКТМ „Роса – 1“) и е един от най-добрите професионални отбори в страната. Финансира се основно от едноименното предприятие в Попово и отчасти от общинския бюджет.

### Кухня
В традиционната кухня на старите поповски семейства има много интересно съчетание на класическата в миналото западноевропейска и българска кулинарна традиция, но тя е почти забравена поради масовото изселване на тези „стари граждани“ от града към градовете Шумен, Варна и София.